# Сърбяни
Сърбяни (на македонска литературна норма: Србјани; на албански: Sërbjani) е село в община Кичево, в западната част на Северна Македония.

## География
Селото е разположено в областта Долна Копачка на десния бряг на река Треска (Голема) на 2 километра южно от Кичево.

## История
Църквата „Св. св. Петър и Павел“ е от XV век.
В XIX век Сърбяни е смесено българо-помашко село в Кичевска каза на Османската империя. В „Етнография на вилаетите Адрианопол, Монастир и Салоника“, издадена в Константинопол в 1878 година и отразяваща статистиката на населението от 1873 година, Сърбяни (Srbiani) е посочено като село с 51 домакинства с 50 жители мюсюлмани и 126 българи.
Според статистиката на Васил Кънчов („Македония. Етнография и статистика“) към 1900 година в Сърбяни живеят 304 българи-християни и 150 българи мохамедани.
На Етнографската карта на Битолския вилает на Картографския институт в София от 1901 година Сърбяни е смесено село българи, помаци и албанци в Кичевската каза на Битолския санджак с 40 къщи.
Цялото християнско население на селото е под върховенството на Българската екзархия. По данни на секретаря на екзархията Димитър Мишев („La Macédoine et sa Population Chrétienne“) в 1905 година в Сърбяни има 288 българи екзархисти.
Статистика, изготвена от кичевския училищен инспектор Кръстю Димчев през лятото на 1909 година, дава следните данни за християнската (екзархийската) част от населението на Сърбяни:
| Домакинства | Гурбетчии | Грамотни | Грамотни | Грамотни | Неграмотни | Неграмотни | Неграмотни |
| Домакинства | Гурбетчии | мъже     | жени     | общо     | мъже       | жени       | общо       |
| ----------- | --------- | -------- | -------- | -------- | ---------- | ---------- | ---------- |
| 40          | 35        | 34       | 2        | 36       | 99         | 105        | 204        |

При избухването на Балканската война 8 души от Сърбяни са доброволци в Македоно-одринското опълчение.
След Междусъюзническата война в 1913 година селото попада в Сърбия.
На етническата си карта на Северозападна Македония в 1929 година Афанасий Селишчев отбелязва Сърбяни като българско село.
Според преброяването от 2002 година селото има 495 жители.
| Националност | Всичко |
| македонци    | 281    |
| албанци      | 47     |
| турци        | 164    |
| роми         | 0      |
| власи        | 0      |
| сърби        | 0      |
| бошняци      | 0      |
| други        | 3      |

От 1996 до 2013 година селото е част от община Другово.